# Heterogenys microphthalma
Heterogenys microphthalma är en kräftdjursart som först beskrevs av Sidney Irving Smith 1885.  Heterogenys microphthalma ingår i släktet Heterogenys och familjen Oplophoridae. Inga underarter finns listade i Catalogue of Life.